# Creagra liturata
Creagra liturata är en fjärilsart som beskrevs av Guérin-meneville 1844. Creagra liturata ingår i släktet Creagra och familjen tofsspinnare. Inga underarter finns listade i Catalogue of Life.